# Caffrogobius
Caffrogobius – rodzaj ryb z rodziny babkowatych.

## Klasyfikacja
Gatunki zaliczane do tego rodzaju:
- Caffrogobius agulhensis
- Caffrogobius caffer
- Caffrogobius dubius
- Caffrogobius gilchristi
- Caffrogobius natalensis
- Caffrogobius nudiceps
- Caffrogobius saldanha